# Championnats du monde de cyclisme sur route 1965
Navigation
Sallanches 1964 Nürburgring 1966
Les championnats du monde de cyclisme sur route 1965 ont eu lieu le 5 septembre 1965 à Lasarte-Oria en Espagne.

## Résultats
| Épreuves :                                       | Or                                                                | Or              | Argent                                                                             | Argent | Bronze                                                                    | Bronze       |
| Épreuves masculines                              |                                                                   |                 |                                                                                    |        |                                                                           |              |
| Hommes - course en ligne                         | Tom Simpson Royaume-Uni                                           | 6 h 39 min 19 s | Rudi Altig Allemagne de l'Ouest                                                    | m.t.   | Roger Swerts Belgique                                                     | + 3 min 40 s |
| Hommes - amateurs - course en ligne              | Jacques Botherel France                                           | -               | José Manuel Lasa Espagne                                                           | -      | Battista Monti Italie                                                     | -            |
| Hommes - amateurs - contre-la-montre par équipes | Italie Pietro Guerra Luciano Dalla Bona Mino Denti Giuseppe Soldi | -               | Espagne Ventura Díaz José Manuel López Rodríguez José Manuel Lasa Domingo Perurena | -      | France Andre Desvages Gérard Swertvaeger Henri Heintz Claude Lechatellier | -            |
| Épreuve féminine                                 |                                                                   |                 |                                                                                    |        |                                                                           |              |
| Femmes - course en ligne                         | Elfriede Eichholz Allemagne de l'Est                              | -               | Yvonne Reynders Belgique                                                           | -      | Aino Puronen Union soviétique                                             | -            |

## Tableau des médailles
| Rang  | Nation               | Or | Argent | Bronze | Total |
| ----- | -------------------- | -- | ------ | ------ | ----- |
| 1     | Italie               | 1  | 0      | 1      | 2     |
| 1     | France               | 1  | 0      | 1      | 2     |
| 3     | Royaume-Uni          | 1  | 0      | 0      | 1     |
| 3     | Allemagne de l'Est   | 1  | 0      | 0      | 1     |
| 5     | Espagne              | 0  | 2      | 0      | 2     |
| 6     | Belgique             | 0  | 1      | 1      | 2     |
| 7     | Allemagne de l'Ouest | 0  | 1      | 0      | 1     |
| 8     | Union soviétique     | 0  | 0      | 1      | 1     |
| Total | Total                | 4  | 4      | 4      | 12    |